# 亀甲縛り
亀甲縛り（きっこうしばり）は、縄による縛り方の一つ。現代では荷造り等の実用面よりも、主にSMプレイにおける最も一般的な緊縛様式として用いられる。
拘束感が少ないものの見た目が美しいため多用される。なお、厳密には身体に這う縄が六角形になるものを亀甲縛りと呼び、菱形になるものを菱縄縛りと呼ぶ。完成した全体としての見た目が亀の甲を連想させるという観点から、菱縄縛りも亀甲縛りに含める場合もある。

## 歴史
もともとは米俵など、サイズが大きく重量のある荷物の縛り方だった。このような荷物は単に縦横に縄を交差させるだけでは重心が偏りやすくて安定せず、また内部に細かい粒を詰めた藁包みでは藁がバラけてくると内容物が漏れやすいため、網目のように多角形を張り巡らせる縛り方がされた。実用面だけでなく、亀甲は吉祥文様でもあり、装飾的な意味で括られる場合もある。
江戸時代には、囚人を護送・謁見する際の縛り方にも用いられた。性別・身分・長幼・用途により、女を縛る女縄・僧侶縄・稚児縄・拷問縄など異なった捕縄術が考案され、また四季により縄の色も替えられた。複雑な緊縛方法は縄抜を心得ていた忍者などを拘束する為に発達した。「雁字搦め」（がんじがらめ）、「一筋縄（ひとすじなわ）ではいかない」の云いまわしも、このような厳重な縄掛を形容するところから出ている。このような江戸期の捕縄術は明治以降も継承され、昭和期に手錠が普及するまで使用された。しかし昭和以降衰退した捕縄術の中で、女縄だけは性的嗜好のための女体緊縛術としてさらに発展していく。明治初期の錦絵で、美しい女囚が縛り上げられたり、山姥などの妖怪に捕まったか弱い女性が裸体で理不尽な拷問を受けていたりする場面を描いた「責め絵」が流行し、こうした嗜虐的な趣味を満足させるための緊縛が現代に繋がる流れとなっている。昭和後期にほぼ完成した女体緊縛・女縄は、「日本の縄による緊縛術」(Japanese Rope Bondage)として海外に紹介され、日本的な端正かつ緻密な縄掛けによる猥褻な女縛りと女責めが、世界中の緊縛愛好家たちに支持され愛用されている。

## 概要
亀甲縛りは、女性を拘束する縄ではなく、女性の裸体を美しくかつ猥褻に縛る女縄のひとつである。 曲線で構成される女体のくびれや膨らみにあわせて亀甲縄や菱縄を作っていくと、縄が女性の柔肉に喰い込みながら、女体の特徴である乳房、腰周り、腹、尻などを強調しデフォルメする縄掛けになる。
亀甲縛りの大きな特徴は、女体に対して常にシンメトリーに縄掛けをすることである。亀甲縛りの縛り方は、緊縛術の本やインターネット上で、実際の女性を使った連続写真や図解により懇切丁寧に紹介されている。

## 乳房縛りと股縄

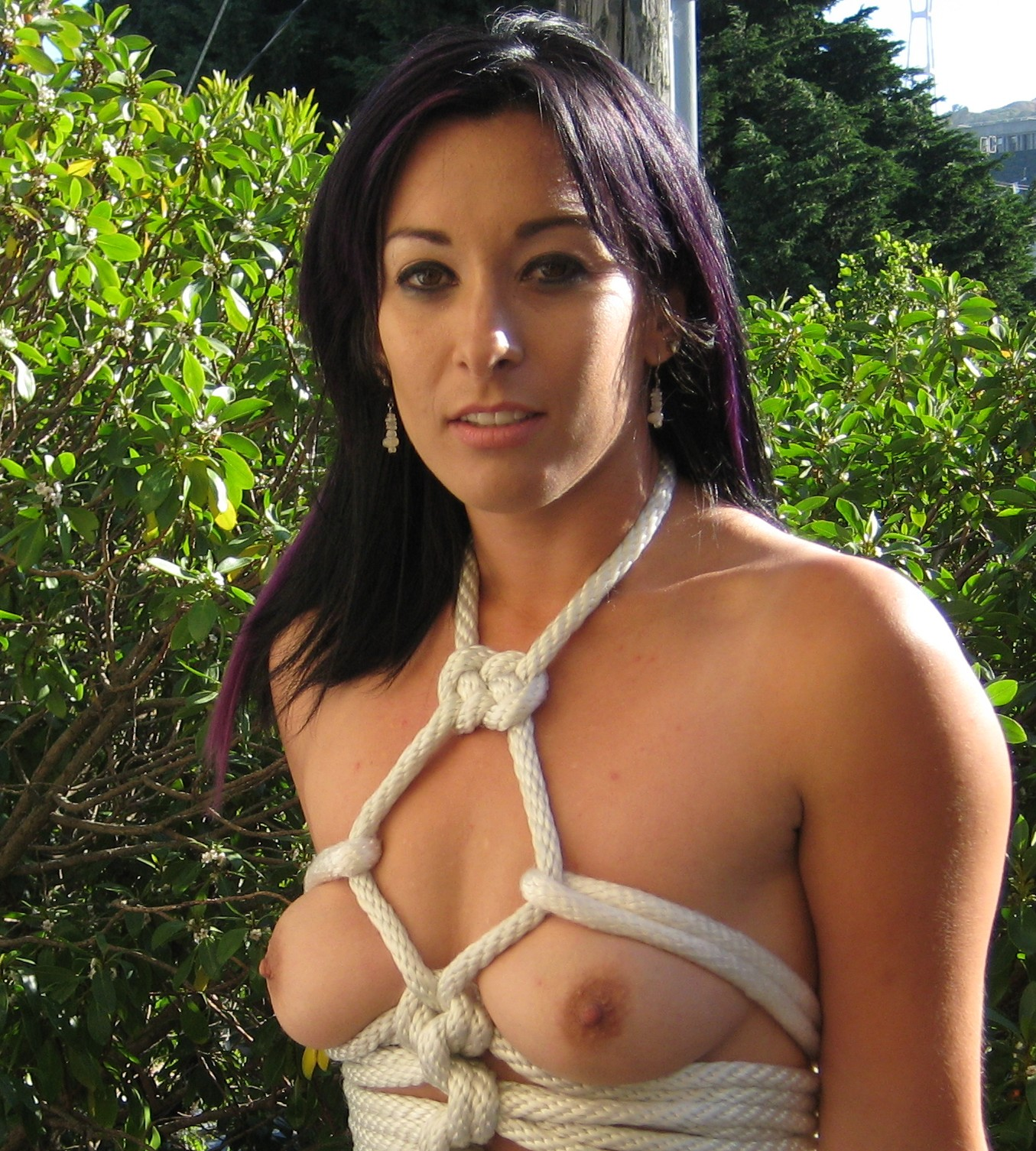
乳房縛り

- 乳房縛り

中央の縦に連続した菱縄と、菱縄を横に引く横縄を使って乳房を囲むように絞りだす。　上下の横縄で狭窄された乳房は、縄目の間で膨れて変形し、緊縛女体の猥褻性を強調する。
- 股縄

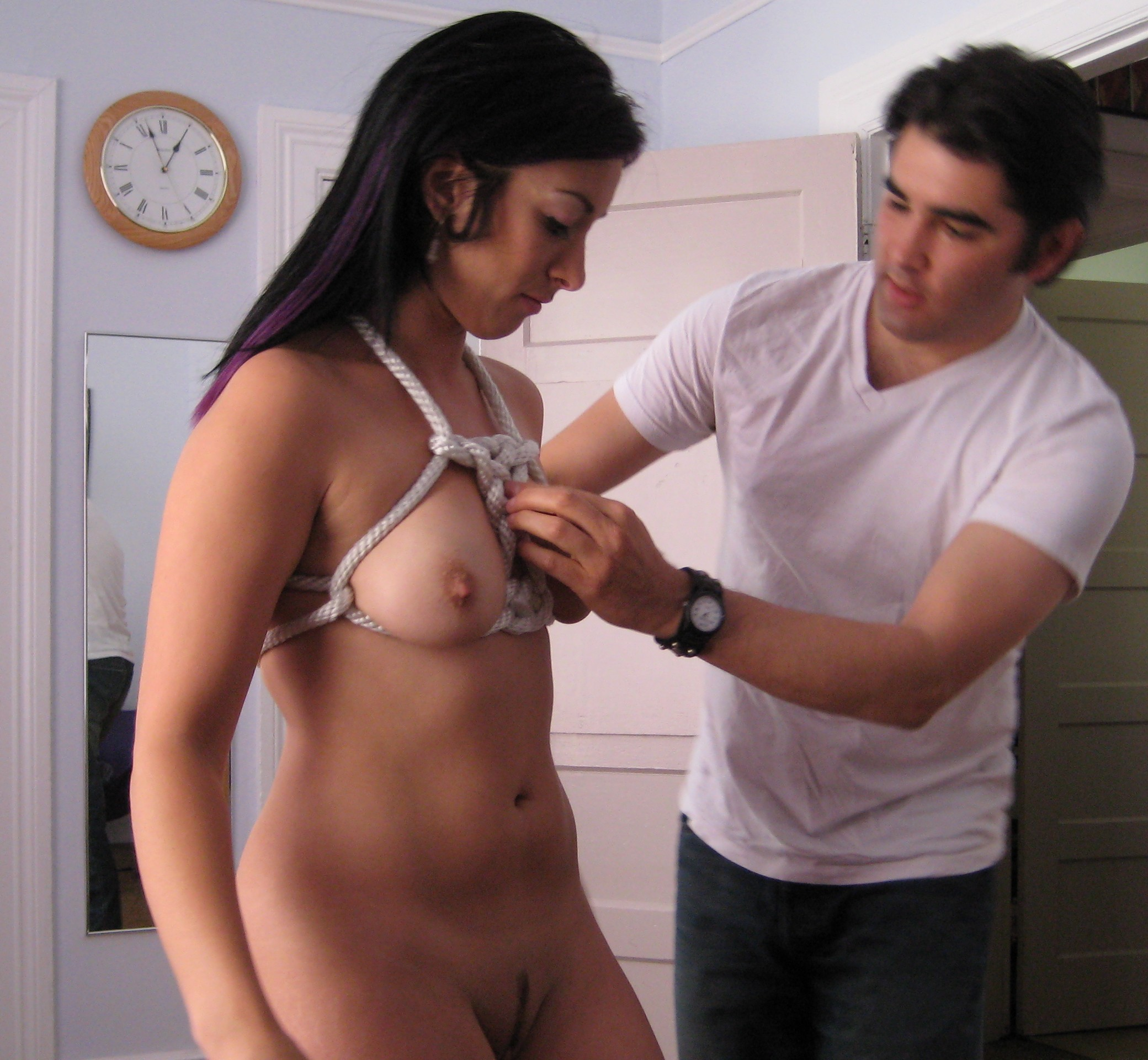
菱縄の調整

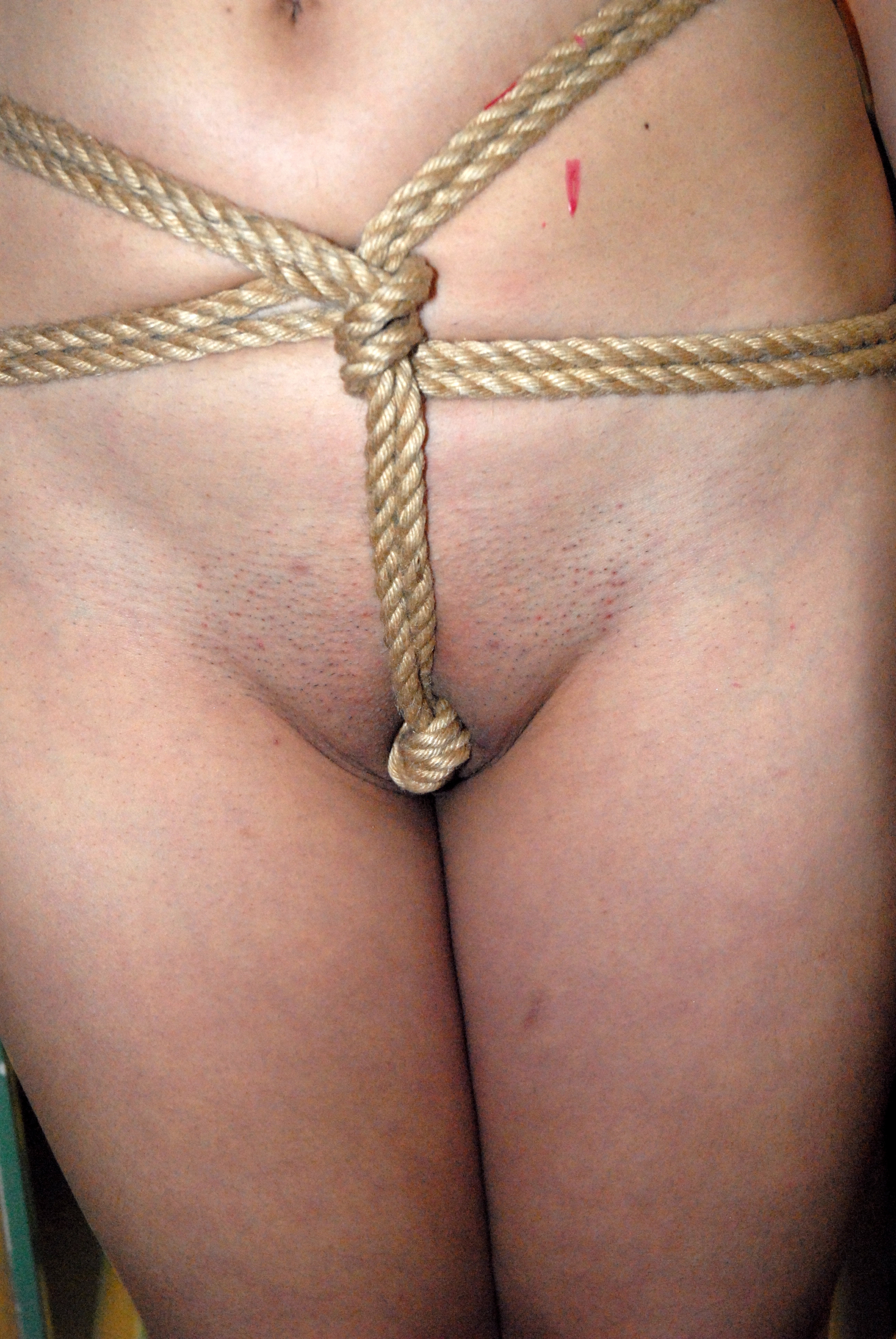
股縄

  - 腰周りから下腹部のあたりの縦の菱縄は、真っすぐに下げて股間を潜らせ股縄にする。　さらに瘤（結び目）を作って、女性の性器を強く刺激することもある。
  - よってクリトリスに刺激を与えた末に、オーガズムにより潮吹き及び放尿をする。
  - 腹部の菱縄を大きく作ると、縄が左右の鼠径部に沿って股間に潜り込み、縄で囲まれた下腹部と恥丘が視覚的に強調される。股縄の一種である股菱縄と同じ縄掛けになる。